# أنتوني همفريز
أنتوني همفريز (9 يونيو 1971 في أستراليا - ) (بالإنجليزية: Anthony Humphreys)‏ هو لاعب كريكت أسترالي. لعب مع فريق تسمانيا للكريكت.

## وصلات خارجية
- أنتوني همفريز على موقع إي آس بي آن كريك إنفو (الإنجليزية)